# Луций Сестий Альбаниан Квиринал
Лу́ций Се́стий Альбаниа́н Квирина́л (лат. Lucius Sestius Albanianus Quirinalis) — политический деятель эпохи ранней Римской империи.
Его отцом был наместник Киликии Публий Сестий, произнесший речь в защиту Цицерона. В 44 году до н. э. Квиринал поддержал убийцу Гая Юлия Цезаря Марка Юния Брута. В 42 году до н. э. он был проквестором Брута в Македонии. Октавиан помиловал Квиринала после гибели Брута. В 23 году до н. э. он занимал должность консула-суффекта, а в 22-19 годах до н. э. находился на посту недолго просуществовавшей провинции Трансдуриана на северо-западе Испании, где он основал три алтаря в честь императора Августа.
Квиринал был другом Горация, который посвятил ему одну их своих од (книга I, ода IV). При раскопках виллы в Сеттифинестрe, которая принадлежала родителям Квиринала, была найдена глиняная посуда с буквами LS, которые, по всей видимости, являются инициалами его имени.